# Chaetaster longipes
Chaetaster longipes is een zeester uit de familie Chaetasteridae.
De wetenschappelijke naam van de soort werd in 1805 gepubliceerd door Anders Jahan Retzius.